# Premios Young Artist
El Premio Artista Joven (en inglés: Young Artist Awards o Hollywood Young Artist Award)son reconocimientos anuales otorgados por la Fundación Young Artist, una organización estadounidense no lucrativa. Iniciados en 1979 por la Asociación de la Prensa Extranjera de Hollywood (Premios Globo de Oro),se entregan a actores o actrices jóvenes con talento en la televisión y el cine que, de otro modo, podrían no recibir el reconocimiento que reciben quienes son coprotagonistas de más experiencia. El objetivo secundario es proporcionar becas a aspirantes que tienen dificultades económicas o de salud para que puedan alcanzar sus sueños. Durante los primeros veinte años, se llamaban Youth In Film Awards. Cambiaron su nombre a partir de la XXI ceremonia anual, el 19 de marzo de 2000.

## Asociación de Jóvenes Artistas
Young Artist Association o Asociación de Jóvenes Artistas (conocida originalmente como the Hollywood Women's Photo and Press Club, Club de Fotografía y Prensa de las Mujeres de Hollywood en español. Posteriormente, the Youth in Film Association o Asociación de la Juventud en el Cine) es una organización sin ánimo de lucro fundada en el año 1978 para el reconocimiento y recompensa de la excelencia de los actores jóvenes. The Young Artist Association fue la primera organización en establecer una ceremonia de entrega de premios específicamente dedicada a reconocer y premiar las contribuciones de actores menores de 21 años en cine, televisión, teatro y música.

## Fundación de jóvenes artistas
Una 501 organización por Hollywood. Durante muchos años, la Prensa Extranjera (Premios Globos de Oro) por el miembro Maureen Dragone, permitiendo a aquellos aspirantes ganadores perseguir una carrera en la hospitalidad asistiendo a una escuela de artes artística de su opción.El programa de beca es financiado exclusivamente por donaciones incluyendo la contribución de la Asociación de la Prensa Extranjera de Hollywood.

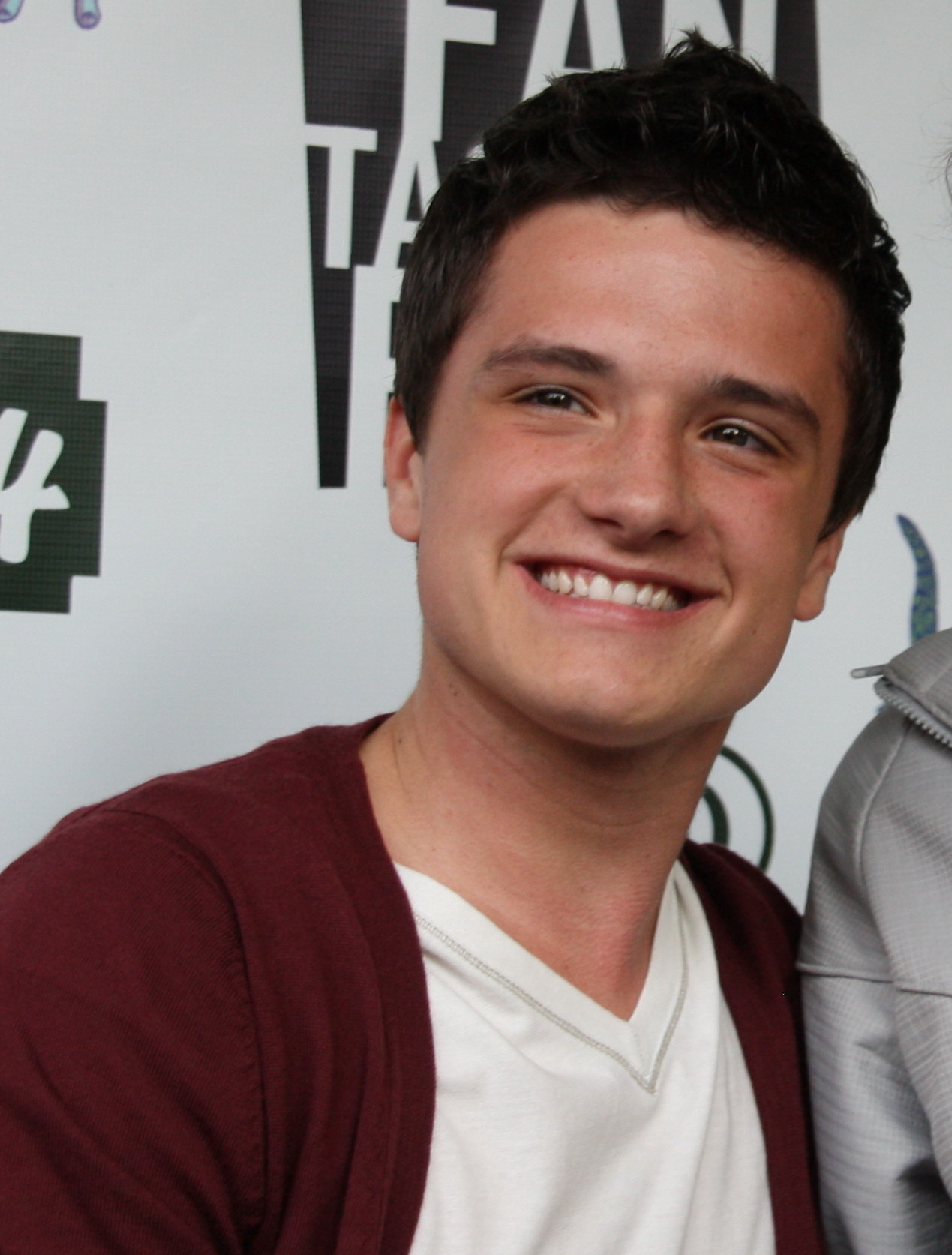
Josh Hutcherson.

## Superlativos - Hombres

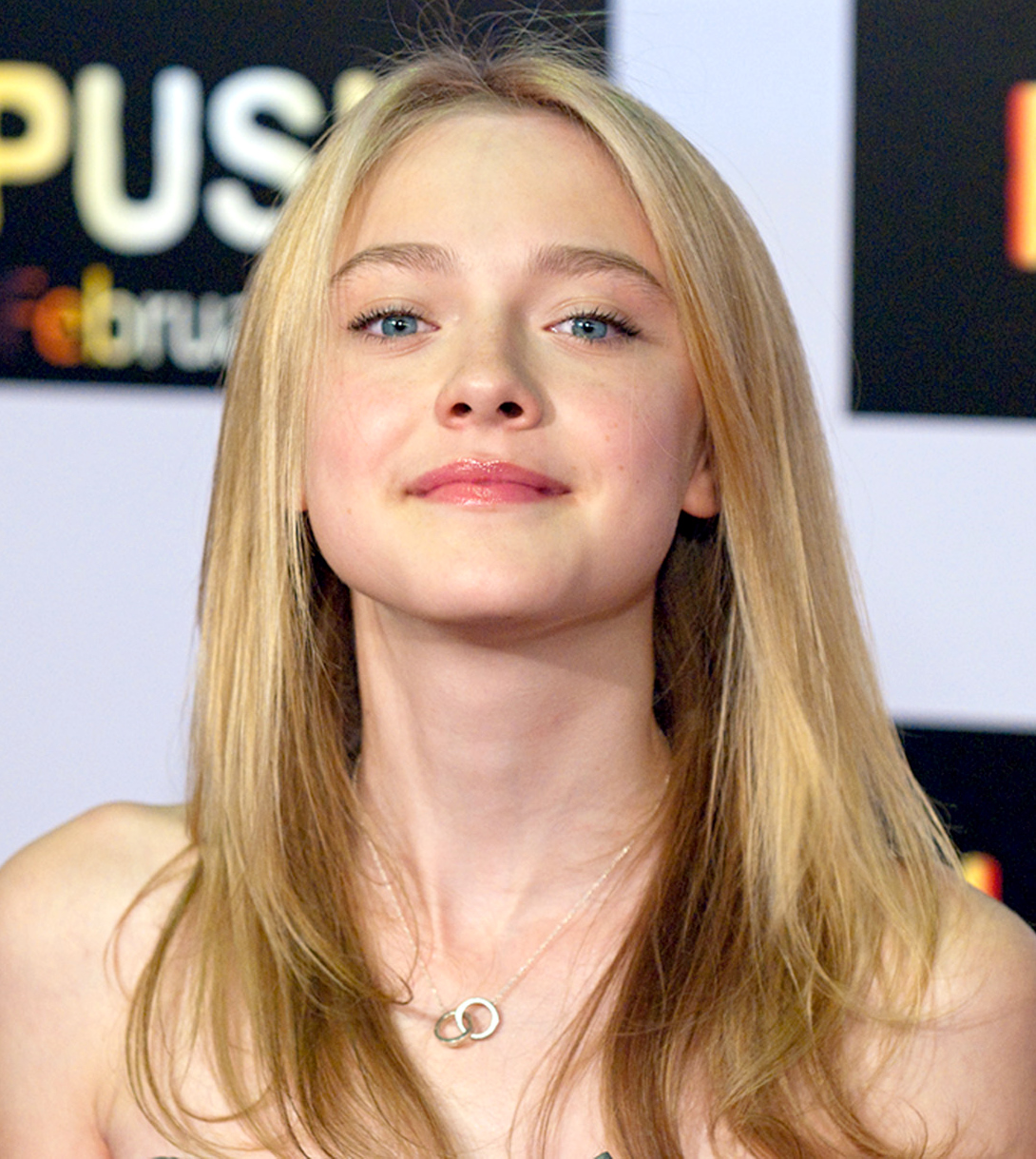
Dakota Fanning.

| Superlativo                                                                                   | Actor              | Galardones    | Nominaciones    |
| --------------------------------------------------------------------------------------------- | ------------------ | ------------- | --------------- |
| Actores con más victorias como "Mejor Actor Protagonista Joven en una Película".              | Sean Astin.        | 2 galardones. | 2 nominaciones. |
| Actores con más victorias como "Mejor Actor Protagonista Joven en una Película".              | Corey Feldman      | 2 galardones. | 2 nominaciones. |
| Actores con más victorias como "Mejor Actor Protagonista Joven en una Película".              | Josh Hutcherson    | 2 galardones. | 4 nominaciones. |
| Actores con más nominaciones como "Mejor Actor Protagonista Joven en una Película".           | Josh Hutcherson.   | 2 galardones. | 4 nominaciones. |
| Actores con más nominaciones como "Mejor Actor Protagonista Joven en una Película".           | Haley Joel Osment. | 1 galardón.   | 4 nominaciones. |
| Actores con más nominaciones como "Mejor Actor Protagonista Joven en una Película".           | Elijah Wood.       | 1 galardón.   | 4 nominaciones. |
| Actor con más nominaciones como "Mejor Actor Protagonista Joven en una Película" (sin ganar). | Freddie Highmore.  | 0 galardones. | 4 nominaciones. |

## Superlativos - Mujeres
| Superlativo                                                                   | Actriz           | Galardones    | Nominaciones    |
| ----------------------------------------------------------------------------- | ---------------- | ------------- | --------------- |
| Actrices con más victorias como "Mejor actriz joven en una película".         | Thora Birch.     | 2 galardones. | 4 nominaciones. |
| Actrices con más victorias como "Mejor actriz joven en una película".         | Anna Chlumsky.   | 3 galardones. | 2 nominaciones. |
| Actrices con más victorias como "Mejor actriz joven en una película".         | Dakota Fanning.  | 3 galardones. | 5 nominaciones. |
| Actrices con más victorias como "Mejor actriz joven en una película".         | Diane Lane.      | 2 galardones. | 3 nominaciones. |
| Actriz con más nominaciones como "Mejor actriz joven en una película".        | Dakota Fanning.  | 3 galardones. | 5 nominaciones. |
| Actriz con más nominaciones "Mejor actriz joven en una película" (sin ganar). | Christina Ricci. | 0 galardones. | 4 nominaciones. |

## Ganadores
| Mejor Actuación en una Película - Actor Principal Joven  | Mejor Actuación en una Película - Actor Principal Joven  | Mejor Actuación en una Película - Actor Principal Joven  | Mejor Actuación en una Película - Actriz Principal Joven  | Mejor Actuación en una Película - Actriz Principal Joven  | Mejor Actuación en una Película - Actriz Principal Joven    |
| Año                                                      | Actor                                                    | Película                                                 | Año                                                       | Actriz                                                    | Película                                                    |
| -------------------------------------------------------- | -------------------------------------------------------- | -------------------------------------------------------- | --------------------------------------------------------- | --------------------------------------------------------- | ----------------------------------------------------------- |
| 1979                                                     | Dennis Christopher                                       | Breaking Away                                            | 1º                                                        | Diane Lane                                                | A Little Romance                                            |
| 1980                                                     | Justin Henry                                             | Kramer vs. Kramer                                        | 2º                                                        | Diane Lane                                                | Touched by Love                                             |
| 1981                                                     | Ricky Schroder                                           | The Earthling                                            | 3º                                                        | Kristy McNichol                                           | Only When I Laugh                                           |
| 1982                                                     | Henry Thomas                                             | E.T., el extraterrestre                                  | 4º                                                        | Aileen Quinn                                              | Annie                                                       |
| 1983                                                     | C. Thomas Howell                                         | The Outsiders                                            | 5º                                                        | Katherine Healy                                           | Six Weeks                                                   |
| 1984                                                     | Anthony Michael Hall                                     | Sixteen Candles                                          | 6º                                                        | Molly Ringwald                                            | Sixteen Candles                                             |
| 1985                                                     | Sean Astin                                               | Los Goonies                                              | 7º                                                        | Meredith Salenger                                         | The Journey of Natty Gann                                   |
| 1986                                                     | Peter Billingsley                                        | The Dirt Bike Kid                                        | 8º                                                        | Laura Jacoby                                              | Rad                                                         |
| 1987                                                     | River Phoenix                                            | The Mosquito Coast                                       | 9º                                                        | Lisa Bonet                                                | El corazón del ángel                                        |
| 1988                                                     | Christian Bale                                           | El imperio del Sol                                       | 10º                                                       | Hayley Taylor Block                                       | Touch of a Stranger                                         |
| 1989                                                     | Sean Astin                                               | Staying Together                                         | 11º                                                       | Winona Ryder                                              | Great Balls of Fire!                                        |
| 1990                                                     | Macaulay Culkin                                          | Home Alone                                               | 12º                                                       | Robin Weisman                                             | Three Men and a Little Lady                                 |
| 1991                                                     | Ethan Randall                                            | Dutch                                                    | 13º                                                       | Thora Birch                                               | Paradise                                                    |
| 1992                                                     | Elijah Wood                                              | Radio Flyer                                              | 14º                                                       | Alisan Porter                                             | Curly Sue                                                   |
| 1993                                                     | Edward Furlong Jason James Richter                       | A Home of Our Own Free Willy                             | 15º                                                       | Ariana Richards                                           | Parque Jurásico                                             |
| 1994                                                     | Brad Renfro                                              | El cliente                                               | 16º                                                       | Anna Chlumsky                                             | My Girl 2                                                   |
| 1995                                                     | Wil Horneff                                              | Born to Be Wild                                          | 17º                                                       | Anna Chlumsky                                             | Gold Diggers: The Secret of Bear Mountain                   |
| 1996                                                     | Lucas Black                                              | Sling Blade                                              | 18º                                                       | Michelle Trachtenberg                                     | Harriet the Spy                                             |
| 1997                                                     | Blake Heron Kevin Zegers                                 | Shiloh Air Bud                                           | 19º                                                       | Mara Wilson                                               | A Simple Wish                                               |
| 1998                                                     | Miko Hughes                                              | Mercury Rising                                           | 20º                                                       | Lindsay Lohan Jena Malone                                 | The Parent Trap Stepmom                                     |
| 1999                                                     | Haley Joel Osment                                        | The Sixth Sense                                          | 21º                                                       | Kimberly J. Brown                                         | Tumbleweeds                                                 |
| 2000                                                     | Rob Brown                                                | Descubriendo a Forrester                                 | 22.º                                                      | Elizabeth Huett                                           | Social Misfits                                              |
| 2001                                                     | Anton Yelchin                                            | Hearts in Atlantis                                       | 23.º                                                      | Scarlett Johansson Emma Watson                            | An American Rhapsody Harry Potter y la piedra filosofal     |
| 2002                                                     | Tyler Hoechlin                                           | Camino a la perdición                                    | 24º                                                       | Alexa Vega                                                | Spy Kids 2: The Island of Lost Dreams                       |
| 2003                                                     | Jeremy Sumpter                                           | Peter Pan                                                | 25º                                                       | Jenna Boyd                                                | The Missing                                                 |
| 2004                                                     | Jamie Bell                                               | Undertow                                                 | 26º                                                       | Emmy Rossum                                               | El fantasma de la ópera                                     |
| 2005                                                     | Josh Hutcherson                                          | Zathura                                                  | 27º                                                       | Dakota Fanning                                            | Dreamer                                                     |
| 2006                                                     | Logan Lerman                                             | Hoot                                                     | 28º                                                       | Keke Palmer                                               | Akeelah and the Bee                                         |
| 2007                                                     | Josh Hutcherson                                          | Bridge to Terabithia                                     | 29.º                                                      | AnnaSophia Robb                                           | Bridge to Terabithia                                        |
| 2008                                                     | Nate Hartley                                             | Drillbit Taylor                                          | 30.º                                                      | Dakota Fanning                                            | The Secret Life of Bees                                     |
| 2009                                                     | Max Records                                              | Donde viven los monstruos                                | 31.º                                                      | Abigail Breslin                                           | My Sister's Keeper                                          |
| 2010                                                     | Jaden Smith                                              | The Karate Kid                                           | 32.º                                                      | Hailee Steinfeld                                          | True Grit                                                   |
| 2011                                                     | Asa Butterfield                                          | Hugo                                                     | 33°                                                       | Chloë Grace Moretz                                        | Hugo                                                        |
| 2012                                                     | Tom Holland                                              | Lo imposible                                             | 34°                                                       | Kathryn Newton                                            | Paranormal Activity 4                                       |
| Mejor Actuación en una Película - Actor de Reparto Joven | Mejor Actuación en una Película - Actor de Reparto Joven | Mejor Actuación en una Película - Actor de Reparto Joven | Mejor Actuación en una Película - Actriz de Reparto Joven | Mejor Actuación en una Película - Actriz de Reparto Joven | Mejor Actuación en una Película - Actriz de Reparto Joven   |
| Año                                                      | Actor                                                    | Película                                                 | Año                                                       | Actriz                                                    | Película                                                    |
| 1º                                                       | —                                                        | —                                                        | 1º                                                        | —                                                         | —                                                           |
| 2º                                                       | —                                                        | —                                                        | 2º                                                        | —                                                         | —                                                           |
| 3º                                                       | Matthew Knight                                           | Candles on Bay Street                                    | 3º                                                        | —                                                         | —                                                           |
| 4º                                                       | Robert MacNaughton                                       | E.T., el extraterrestre                                  | 4º                                                        | Drew Barrymore                                            | E.T., el extraterrestre                                     |
| 5º                                                       | Scott Schwartz                                           | The Toy                                                  | 5º                                                        | Missy Francis                                             | Man, Woman and Child                                        |
| 6º                                                       | Ke Huy Quan                                              | Indiana Jones and the Temple of Doom                     | 6º                                                        | Elizabeth Shue                                            | Karate Kid                                                  |
| 7º                                                       | River Phoenix                                            | Explorers                                                | 7º                                                        | Sydney Penny                                              | El jinete pálido                                            |
| 8º                                                       | Fred Savage                                              | The Boy Who Could Fly                                    | 8º                                                        | Gennie James                                              | Papa Was a Preacher                                         |
| 9º                                                       | Matthew Knight                                           | Gooby —                                                  | 9º                                                        | —                                                         | —                                                           |
| 10º                                                      | —                                                        | —                                                        | 10º                                                       | —                                                         | —                                                           |
| 11º                                                      | Whitby Hetford                                           | A Nightmare on Elm Street 5                              | 11º                                                       | Gaby Hoffmann                                             | Field of Dreams                                             |
| 12º                                                      | Christian & Joseph Cousins                               | Kindergarten Cop                                         | 12º                                                       | Christina Ricci                                           | Mermaids                                                    |
| 13º                                                      | Daniel Newman                                            | Robin Hood: príncipe de los ladrones                     | 13º                                                       | Sheila Rosenthal                                          | Not Without My Daughter                                     |
| 14º                                                      | Jimmy Workman                                            | The Addams Family                                        | 14º                                                       | Courtney Peldon                                           | Out on a Limb                                               |
| 15º                                                      | Joseph Mazzello                                          | Parque Jurásico                                          | 15º                                                       | Reese Witherspoon                                         | Jack the Bear                                               |
| 16º                                                      | Matthew McCurley                                         | North                                                    | 16º                                                       | Kirsten Dunst                                             | Mujercitas                                                  |
| 17º                                                      | Jonathan Hernández                                       | My Family                                                | 17º                                                       | Kristy Young                                              | Gordy                                                       |
| 18º                                                      | Blake Bashoff                                            | Big Bully                                                | 18º                                                       | Vanessa Lee Chester Claire Danes                          | Harriet the Spy To Gillian on Her 37º Birthday              |
| 19º                                                      | Jeremy Foley                                             | Dante's Peak                                             | 19º                                                       | Jessica Biel                                              | El oro de Ulises                                            |
| 20º                                                      | Michael Welch                                            | Star Trek: insurrección                                  | 20º                                                       | Brigid Tierney                                            | Affliction                                                  |
| 21º                                                      | Reeve Carney Ryan Merriman                               | Snow Falling on Cedars The Deep End of the Ocean         | 21.º                                                      | Thora Birch                                               | American Beauty                                             |
| 22.º                                                     | Rory Culkin                                              | Puedes contar conmigo                                    | 22.º                                                      | Hayden Panettiere                                         | Remember the Titans                                         |
| 23.º                                                     | Jake Thomas                                              | A.I. Inteligencia artificial                             | 23.º                                                      | Brooke Anne Smith                                         | Max Keeble's Big Move                                       |
| 24.º                                                     | Marc Donato                                              | White Oleander                                           | 24.º                                                      | Eva Amurri                                                | The Banger Sisters                                          |
| 25.º                                                     | Scott Terra                                              | Dickie Roberts: Former Child Star                        | 25º                                                       | Aree Davis                                                | The Haunted Mansion                                         |
| 26º                                                      | Devon Alan                                               | Undertow                                                 | 26º                                                       | Kallie Flynn Childress                                    | Sleepover                                                   |
| 27º                                                      | Ridge Canipe                                             | Walk the Line                                            | 27º                                                       | Suzuka Ohgo                                               | Memorias de una geisha                                      |
| 28º                                                      | Tristan Lake Leabu                                       | Superman Returns                                         | 28.º                                                      | Emma Roberts                                              | Aquamarine                                                  |
| 29.º                                                     | Leon G. Thomas III                                       | August Rush                                              | 29º                                                       | Jasmine Jessica Anthony                                   | 1408                                                        |
| 30.º                                                     | Brandon Soo Hoo                                          | Tropic Thunder                                           | 30.º                                                      | Christian Serratos                                        | Crepúsculo                                                  |
| 31.º                                                     | Ty Wood                                                  | The Haunting in Connecticut                              | 31º                                                       | Sofia Vassilieva Jessica Carlson                          | My Sister's Keeper Cirque du Freak: The Vampire's Assistant |
| 32.º                                                     | Billy Unger                                              | You Again                                                | 32.º                                                      | Diandra Newlin Stefanie Scott                             | [[Dreamkiller khÉ (película)\|Dreamkiller]] Flipped         |